# Chống phương pháp
Chống phương pháp: Phác thảo một lý thuyết tri thức hỗn loạn là một cuốn sách xuất bản năm 1975 về triết học khoa học của Paul Feyerabend, trong đó tác giả cho rằng khoa học là một hoạt động vô tổ chức, không phải là một hoạt động có tính tập quán (thông lệ). Trong bối cảnh của tác phẩm này, thuật ngữ vô tổ chức đề cập đến tình trạng nhận thức luận vô tổ chức.

## Nội dung
Feyerabend chia lập luận của mình thành một phê bình trừu tượng tiếp nối bởi việc nghiên cứu một số trường hợp có tính lịch sử.
Các phê bình trừu tượng là một phép phản chứng của phương pháp luận nhất nguyên (niềm tin rằng chỉ một phương pháp duy nhất có thể tạo ra tiến bộ khoa học). Feyerabend tiếp tục xác định bốn đặc điểm của phương pháp luận nhất nguyên: nguyên tắc kiểm sai, nhu cầu tăng cường nội dung có tính kinh nghiệm, ngăn cấm các giả thuyết có tính ứng phó  và điều kiện nhất quán. Sau đó, ông chứng minh rằng các đặc tính này ngụ ý rằng khoa học không thể tiến bộ, do đó, những người đề xuất phương pháp khoa học thật phi lý.
Việc nghiên cứu các trường hợp lịch sử cũng có vai trò như một phép phản chứng. Feyerabend lấy tiền đề rằng tiến bộ vũ trụ học về thuyết nhật tâm của Galileo là một ví dụ về tiến bộ khoa học. Sau đó, ông chứng minh rằng Galileo đã không tuân thủ các điều kiện của phương pháp luận nhất nguyên. Feyerabend cũng lập luận rằng, nếu Galileo đã tuân thủ các điều kiện của phương pháp luận nhất nguyên, thì ông không thể có được tiến bộ vũ trụ học từ thuyết nhật tâm. Điều này ngụ ý rằng tiến bộ khoa học sẽ bị suy yếu bởi phương pháp luận nhất nguyên. Một lần nữa, những người đề xuất phương pháp khoa học thật phi lý.
Feyerabend tóm tắt các phép phản chứng của mình với cụm từ "thế nào cũng được". Đây là sự bắt chước mỉa mai của ông về "phản ứng kinh hoàng của một nhà duy lý, người nhìn kỹ hơn vào lịch sử".

## Sự tiếp nhận của giới học thuật
Một số người đã xem việc xuất bản cuốn Chống phương pháp dẫn đến sự cô lập của Feyerabend khỏi cộng đồng các nhà triết học khoa học, những người phản đối quan điểm của ông rằng không có cái gọi là phương pháp khoa học.